# Солод, Алексей Пудович
Алексей Пудович Солод (род. 28 марта 1924, с. Великая Багачка, Полтавская губерния — 14 ноября 2003) — участник Великой Отечественной войны, полный кавалер ордена Славы.

## Биография
Родился 28 марта 1924 года в селе Великая Багачка Полтавской губернии (ныне — Великобагачанский район, Полтавская область, Украина) в крестьянской семье. Украинец. Окончил 9 классов Цимлянской средней школы (ныне лицей № 1 г. Цимлянска).
Во время немецкой оккупации жил с отцом и сестрой на хуторе Каширкин. Когда советские войска освобождали хутор, он взял в плен немецкого сапёра. Офицер штаба 88-го гвардии стрелкового полка 33-й гвардии стрелковой дивизии предложил ему стать разведчиком, и Алексей Солод сразу попал на фронт во взвод пешей разведки 88-го гвардии стрелкового полка (33-я гвардейская стрелковая дивизия, 51-я армия, 4-й Украинский фронт).
11 апреля 1944 года гвардии ефрейтор Алексей Солод в районе населённого пункта Кужюке-Татар, северо-западнее города Джанкой (Крым) в составе разведывательной группы произвёл атаку противника, в ходе которой лично уничтожил пять противников и двоих взял в плен. 12 апреля 1944 года в ходе разведывательных действий ему удалось уничтожить пулемёт, а также убить троих фашистов и троих пленить.
28 апреля 1944 года гвардии ефрейтор А. П. Солод награждён орденом Славы 3 степени.
В ночь на 1 августа 1944 года разведчик Солод в составе 88-го гвардии стрелкового полка (33-я гвардейская стрелковая дивизия, 2-я гвардейская армия, 1-й Прибалтийский фронт) совершил подрыв автомобиля противника восточнее населённого пункта Гринкишкис (Литва). При освобождении территории Литвы в боях 23 июля — 6 августа 1944 года ликвидировал несколько огневых точек и уничтожил свыше десяти гитлеровцев.
5 сентября 1944 года Алексей Пудович был награждён орденом Славы 2 степени.
2 февраля 1945 года гвардии ефрейтор Солод взвода пешей разведки 88-го гвардии стрелкового полка (33-я гвардейская стрелковая дивизия, 39-я армия, 3-й Белорусский фронт) в боях при населённом пункте Транквиту, в 5 км северо-западнее города Кенигсберг уничтожил семерых неприятелей, своевременно обнаружив их засаду.
22 марта 1945 года Солод был награждён орденом Славы 2 степени, а 23 сентября 1969 года перенаграждён орденом Славы 1 степени.
Участник Парада Победы 1945 и 1995 года.
После демобилизации в 1947 году участвовал в строительстве Цимлянского судомеханического завода, а затем проработал на нем 36 лет, пройдя путь от рабочего до мастера котельно-сварочного цеха.
Член КПСС с 1971 года.
Умер 14 ноября 2003 года. Похоронен в посёлке Саркел Цимлянского района Ростовской области.

## Награды
- орден Славы 1-й степени
- орден Славы 2-й степени
- орден Славы 3-й степени
- орден Отечественной войны 1-й степени
- орден Красной Звезды
- орден «Знак Почёта»
- 2 медали «За отвагу»

## Семья
Жена Васса Кирилловна. Сын Анатолий с семьей живёт в Волгодонске.

## Память
12 сентября 2007 года на Аллее Героев Цимлянского района был установлен бюст А. П. Солоду.